# Кальхам
Кальхам (нем. Kallham) — коммуна (нем. Gemeinde) в Австрии, в федеральной земле Верхняя Австрия. 
Входит в состав округа Грискирхен.  Население составляет 2542 человека (на 31 декабря 2005 года). Занимает площадь 27 км². Официальный код  —  40812.

## Политическая ситуация
Бургомистр коммуны — Готтфрид Пауценбергер (АНП) по результатам выборов 2003 года.
Совет представителей коммуны (нем. Gemeinderat) состоит из 25 мест.
- АНП занимает 15 мест.
- СДПА занимает 8 мест.
- АПС занимает 2 места.